# حارثة بن شراحيل
حارثة بن شراحيل هو والد زيد بن حارثة مولى النبي محمد، وجد تواأسامة بن زيد، رُوى أن النَّبيّ دعاه إلى الإسلام فأسلم.

## سيرته
هو حَارثَةُ بنُ شَرَاحيل بن كعب بن عبد العُزّى بن امرئ القيس بن عامر بن النعمان الكلبي، أبو زيد بن حارثة، كان من بني كلب أحد بطون قضاعة، وزوجته سُعدى بنت ثعلبة بن عبد عامر بن أفلت من بني معن من طيّئ، أسر ابنه زيد وهو صغير وبيع في سوق عكاظ، وظل يبحث عنه حتى رأوه بعض أهله عند النبي، خرج أبوه حارثة وعمه كعب يفتدونه. والتقوا النبي محمد وطلبوا فدائه، فدعاهما إلى تخيير زيد نفسه إن شاء بقي، وإن شاء عاد مع أهله دون مقابل. ثم دعاه النبي محمد، وقال له: «فأنا من قد علمت ورأيت صحبتي لك فاخترني أو اخترهما»، فقال زيد: «ما أنا بالذي أختار عليك أحدًا. أنت مني بمكان الأب والأم»، فتعجّب أبوه وعمه وقالا: «ويحك يا زيد أتختار العبودية على الحرية وعلى أبيك وعمك وأهل بيتك؟!»، قال: «نعم. إني قد رأيت من هذا الرجل شيئًا ما أنا بالذي اختار عليه أحدًا أبدًا»، فلما رأي النبي محمد منه ذلك، خرج به إلى الحِجْر، وقال: «يا من حضر اشهدوا أن زيدًا ابني أرثه ويرثني». فلما رأى ذلك أبوه حارثة وعمه اطمأنا وانصرفا.
روى أسامة بن زيد، عن أبيه زيد بن حارثة: «أن النبي ﷺ دعا أباه حارثة إلى الإسلام، فشهد أن لا إله إلا الله، وأن محمدًا رسول الله».